# Ensemble scolaire Saint-François-de-Sales (Alençon)

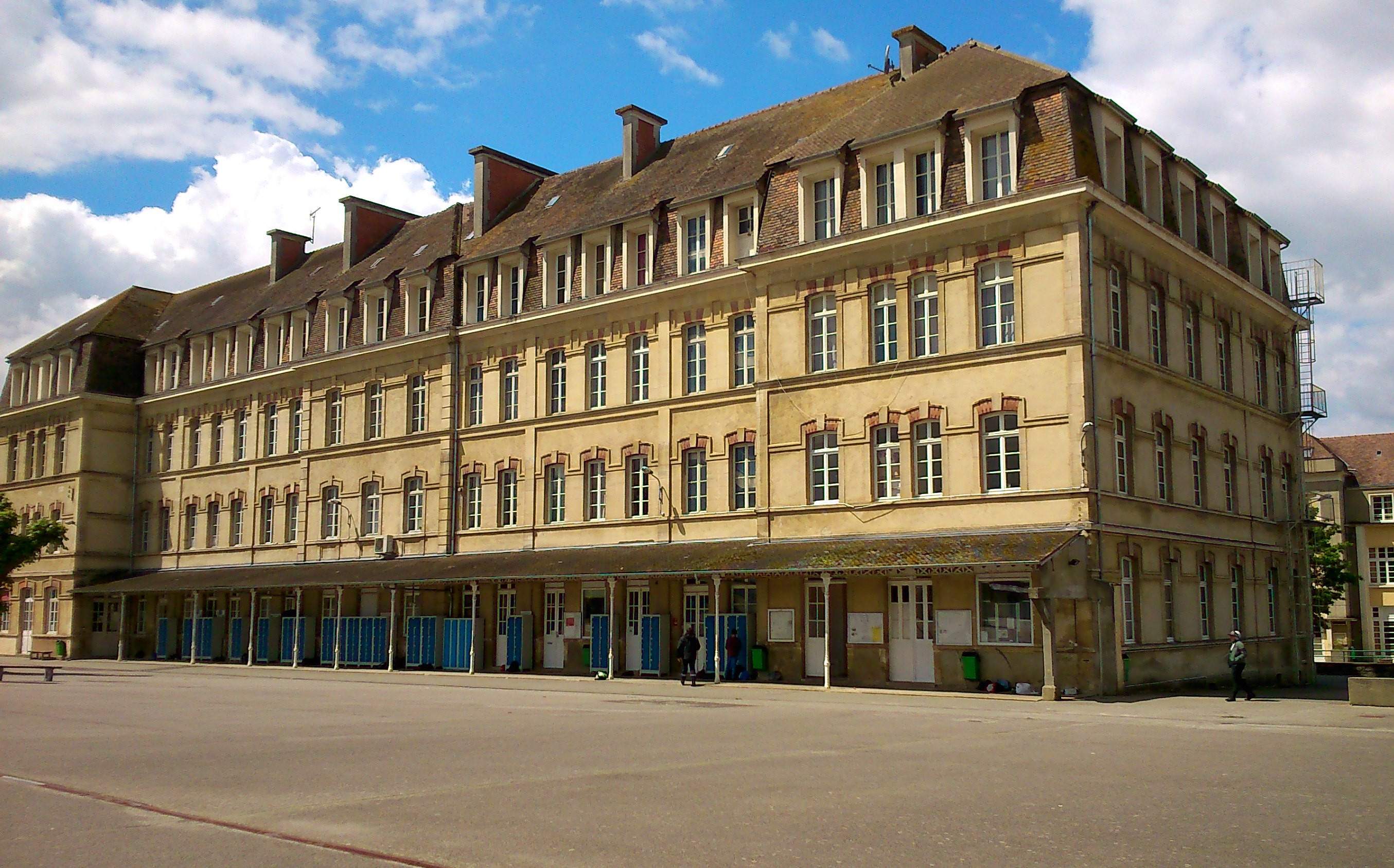
Vue du pavillon central (printemps 2014)

L'ensemble scolaire Saint François de Sales d'Alençon est un établissement d'enseignement privé catholique, sous contrat d'association avec l'État. Il réunit une école primaire, un collège, un lycée général complet ainsi qu'un lycée technologique et un lycée professionnel. Il a fêté en 2011 son 125e anniversaire.

## Classement du lycée
En 2015, le lycée se classe 5e sur 13 au niveau départemental quant à la qualité d'enseignement, et 1085e au niveau national. Le classement s'établit sur trois critères : le taux de réussite au bac, la proportion d'élèves de première qui obtient le baccalauréat en ayant fait les deux dernières années de leur scolarité dans l'établissement, et la valeur ajoutée (calculée à partir de l'origine sociale des élèves, de leur âge et de leurs résultats au diplôme national du brevet).

## Les origines
Les débuts ont été très modestes. La Société civile d'enseignement libre est fondée à Alençon en février 1885. Elle prend en location une maison sise entre les rues Porchaine et des Marcheries, tout près du centre ville, qui accueille à sa première rentrée en octobre 1885 onze élèves pour quatre maîtres. Étant situé dans le quartier Saint-Blaise, l'établissement a d'abord pris le nom d'externat Saint-Blaise.
Devant le succès croissant, l'école fait construire à l'est de la ville un bâtiment neuf de trois étages, noyau du futur pavillon central. Le terrain, situé en bordure de la voie ferrée vers Le Mans, était précédemment celui d'une exploitation agricole appartenant à un éleveur de chevaux.
En même temps qu'elle trouve son emplacement définitif, l'école reçoit, à la demande de Mgr François-Marie Trégaro, alors évêque de Séez, le nom de Saint-François de Sales. Les initiales de Saint-Blaise et Saint-François restent depuis lors associées sur le blason de l'établissement.

## Histoire
À l'occasion de la rentrée d'automne 1888 l'établissement emménage sur son nouveau site, où il dispose maintenant d'un internat. Il accueille 81 élèves dont 14 pensionnaires.
Une aile sud de quatre étages est adjointe en 1900 au bâtiment central. Saint-François s'étend dans les filières du secondaire et va désormais jusqu'au baccalauréat. Pour soutenir ce développement une aile nord est ajoutée en 1908.
En 1923 est décidée la construction d'une chapelle, et la création d'une association chargée de recueillir les fonds. Dessiné par l'architecte diocésain Louis Pignard, l'édifice, en style néo-roman à ossature béton, est orné de mosaïques et vitraux du célèbre maître-verrier Louis Barillet, ancien élève de l'école, assisté de ses partenaires attitrés Jacques Le Chevallier et Théo Hanssen. Barillet confie aussi l'exécution de deux verrières au couple de peintres-verriers Jean Hébert-Stevens et Pauline Peugniez. La chapelle est consacrée le 7 octobre 1937 sous le vocable de Sainte-Thérèse de l'Enfant Jésus, native d'Alençon.
Dans la foulée, un plan d'extension est mené à bien avec la construction d'un bâtiment infirmerie et surtout d'un vaste pavillon des classes (baptisé plus tard pavillon Mézen du nom de son architecte, ancien élève de l'école) remplaçant les locaux provisoires qu'il avait fallu mettre en place pour faire face au gonflement incessant des effectifs. Ces travaux seront achevés à la veille du déclenchement de la Seconde Guerre mondiale, laquelle détermine un nouvel afflux de pensionnaires, des Parisiens que leurs familles veulent mettre à l'abri.
Le Saint-François d'avant-guerre entrera plus tard dans la littérature par les soins de Michel Tournier, qui gardera un souvenir ineffaçable de l'année d'internat qu'il y a passée en 1938-1939. Il en a évoqué l'atmosphère monacale dans son premier roman Vendredi ou les Limbes du Pacifique (1967).  « Si on veut en savoir davantage, qu’on lise dans mon roman Le Roi des aulnes la vie d’interne du jeune Abel Tiffauges. Tout sort d’Alençon ».
Le 31 mai 1943, l'armée allemande réquisitionne la totalité du site pour en faire un hôpital militaire. Ce qui ne l'empêchera pas d'être en grande partie détruit par les bombardements anglo-américains de juin 1944. Le 9 juin, le pavillon central est incendié, la chapelle est éventrée, la moitié des verrières de Barillet est perdue. Le 26 juillet, le tout récent pavillon des classes est détruit à son tour.
Entre-temps, le collège a continué à fonctionner en se dispersant sur diverses localisations en ville et dans des communes voisines, notamment au Chevain et à Saint-Denis-sur-Sarthon.
Les années d'après-guerre seront celles de la reconstruction, tandis que les cours se font dans des baraquements en planches ainsi qu'à l'annexe du Chevain. Vers 1953, les bâtiments retrouvent enfin leur extension d'avant-guerre et une capacité de près de 500 élèves, un étage supplémentaire a même été ajouté au pavillon central.
La rentrée 1963 voit l'ouverture d'une section professionnelle tertiaire (filière commerciale), logée dans des préfabriqués. La même année, l'expérience de la mixité est lancée, en partenariat avec l'Institution Notre-Dame de Lancrel. Cantonnée les premières années aux terminales, elle sera étendue à partir de 1968 à l'ensemble des classes.
Dans les années 1970 sont mis en place de nouveaux bâtiments abritant des laboratoires, tandis que la section primaire surchargée bénéficie d'un important investissement en locaux.
Au début du XXIe siècle, la capacité de l'ensemble scolaire dépasse les 1 000 élèves, de la maternelle aux classes terminales.

## Anciens élèves
- Louis Barillet (1880-1948), maître-verrier
- Jacques de Fromont (1895-1979), navigateur, officier de marine et romancier
- André Pioger (1897-1981), évêque de Sées de 1961 à 1971
- Jean Planchais (1922-2006), journaliste, vice-rédacteur en chef du Monde de 1965 à 1987
- Michel Tournier (1924-2016), écrivain, prix Goncourt